# دنی ویلیامز (بازیکن فوتبال، زاده ۱۹۸۸)
دنی ویلیامز (انگلیسی: Danny Williams؛ زادهٔ ۲۵ ژانویهٔ ۱۹۸۸) بازیکن فوتبال اهل بریتانیا است.
از باشگاه‌هایی که در آن بازی کرده‌است می‌توان به باشگاه فوتبال کندال تاون، باشگاه فوتبال کلیترو، باشگاه فوتبال اینورنس کالدنیون تیسل، باشگاه فوتبال چستر، باشگاه فوتبال یونایتد آف منچستر، و باشگاه فوتبال دیزلی هیل اشاره کرد.